# سخت‌پوستان
سَخت‌پوستان (crustaceans) زیرشاخه‌ای بزرگ از جانوران بندپا هستند که سرسینهٔ آن‌ها دارای کاسهٔ پشتی و آبشش و زواید دوشاخه‌ای است و ضمائم سر آن‌ها شامل دو جفت شاخک و یک جفت آروارهٔ بالا و دو جفت آروارهٔ پایین است. در سخت‌پوستان آبزی مواد دفعی نیتروژن دار با انتشار ساده از آبشش‌ها دفع می‌شوند. سخت‌پوستان دارای ۶۷ هزار گونه توصیف‌شده هستند. فرهنگستان زبان فارسی در مصوبات تازه خود برای زیرشاخه‌ها پسوند «-وند» را در نظر گرفته و بنا بر این شیوه سخت‌پوستان را «سخت‌پوست‌وندان» نیز نامیده است.
جانورانی مانند خرخاکی، میگو، خرچنگ، دافنی و آرتمیا جزو سخت‌پوستان هستند. از دیگر جانوران نسبتاً معروف این گروه می‌توان به شاه‌میگو، کشتی‌چسب، پاروپا، خرچنگ آب شیرین، خرچنگ دریایی، سپرمیگو، شپشک‌ماهی، کریل و شپش نهنگ اشاره کرد. در اشتراک با بقیه بندپایان، سخت‌پوستان دارای اسکلت بیرونی سختی هستند که باید برای رشد جانور انداخته شود. تفاوت سخت‌پوستان با بقیه بندپایان این است که اندام‌هایی دوشاخه biramous دارند و لارو آن‌ها حالتی لیسه‌ای nauplius دارد.
بیشتر سخت‌پوستان «دریازی» هستند در هر دو محیط زیست آب‌های شیرین و اقیانوس زندگی می‌کنند. اما تعداد کمی از آن‌ها در خشکی زندگی می‌کنند (مانند خرخاکی). بیشتر سخت‌پوستان متحرک هستند و خودمختار حرکت می‌کنند و برخی دیگر ناجُنبنده هستند (مانند کشتی‌چسب). در عین حال گونه‌های اندکی وجود دارند که انگلی هستند (مانند ریشه‌سران، شپش‌های ماهی، کرم‌های زبانه‌ای) و از سر میزبان خود به آن می‌چسبند.
گروه سخت‌پوستان دارای سابقه فسیلی گسترده‌ای است که به کامبرین می‌رسد. بیش از ۷٫۹ میلیون تُن از سخت‌پوستان هرساله در بخش‌های ماهی‌گیری و کشاورزی برای مصرف انسان تولید می‌شود، که بیشتر آن را میگو و شاه‌میگو تشکیل می‌دهد. کریل‌ها و پاروپایان به‌طور گسترده صید نمی‌شوند، اما جاندارانی هستند که بیشترین زیست‌توده روی کره زمین را تشکیل می‌دهند و بخشی حیاتی از زنجیره غذاییاند.
به مطالعه علمی سخت‌پوستان، سخت‌پوست‌شناسی گفته می‌شود.

## کالبدشناسی
سخت‌پوستان بدن‌هایی سه‌بخشی دارند شامل سر، سینه و شکم. سر دو جفت شاخک، یک جفت چشم مرکب و سه جفت قسمت دهانی دارد. سینه و سر تعدادی از ضمایم فرعی را که شامل آبشش و انتهای دم می‌شود حمل می‌کنند. سخت‌پوستان کوچک به وسیله انتشار تنفس می‌کنند. سخت‌پوستان بزرگ‌تر دارای آبشش هستند. هر دو دستگاه تنفسی از دوره کامبرین میانی آغاز به کار کرده‌اند. در اشتراک با بندپایان، سخت‌پوستان دارای اسکلت بیرونی سختی هستند که باید برای رشد جانور انداخته شود.
اسکلت‌های بیرونی جانور ممکن است که با هم ترکیب شوند و این نکته قابل توجهی برای چگونگی پدید آمدن سپر کلفت شکمی بسیاری از سخت‌پوستان است. دومین جفت از شاخک‌های سخت‌پوستان دوشاخه است، اما جفت نخست تک‌شاخه می‌باشد. رده نرم‌زرهیان در این زمینه استثنا است و در بدن آن‌ها شاخک‌ها ممکن است به‌طور کلی دوشاخه یا حتی سه‌شاخه باشد. مشخص نیست که آیا وضعیت دوشاخگی یک حالت مشتقشده است که در سخت‌پوستان تکامل یافته یا این‌که شاخه دوم اندام در همه گروه‌های دیگر از بین رفته است. به عنوان مثال، تریلوبیت‌ها دارای زائده‌های دوشاخه بودند.
با این که بعضی‌شان دوجنسی‌اند اما بیشینه سخت‌پوستان جنس‌های جدا از هم دارند که به وسیله ضمایمی بر روی شکمشان که شناپا pleopod نامیده می‌شود، برجسته می‌شوند. اولین و گاه دومین شناپای سخت‌پوستان نر برای جابه‌جایی اسپرم تخصص یافته‌اند. بسیاری از سخت‌پوستان وجود جفت خود را حس می‌کنند و برای رهانیدن تخم‌ها به آب برمی‌گردند. پوسته سخت‌پوستان از جنس کلسیم کربنات است.
پوسته بیرونی بدن سخت‌پوستان از کیتین با محتوای کلسیم بالا تشکیل شده است. به دلیل این ترکیب، این زره قابل کشش نیست و سخت‌پوستان برای رشد باید «پوست بیندازند». سر سخت‌پوستان که دو جفت شاخک حسگر دارد، اغلب با پوسته سینه آمیخته و یکی شده است. از نظر نوع پاها، اجزای دهان، ساختارهای آبششی و کالبدشناسی کلی، شکل‌های متنوعی در سخت‌پوستان وجود دارد. برخی از گروه‌ها مانند خرچنگ‌ها و کشتی‌چسب‌ها بیشتر شبیه به دوکفه‌ای‌ها هستند تا سخت‌پوستان. ویژگی خاص سخت پوستان این است که تعداد پاها می‌تواند متفاوت باشد، برخلاف همه حشرات (۶ پا) و عنکبوتیان (۸ پا). سخت‌پوستان بین ۱۰ (۵ جفت) تا ۱۴ (۷ جفت) پا دارند، گونه‌هایی که ده پا دارند متعلق به رده ده‌پایان هستند. در بسیاری از سخت‌پوستان، به‌ویژه سخت‌پوستان کوچک‌تر، تشخیص تعداد پاها دشوار است، زیرا شکل آن‌ها برای شنا کردن، گرفتن یا راه رفتن سازگاری‌هایی یافته است. همچنین، برآمدگی‌های دیگر می‌تواند شبیه پا باشد، مانند قسمت‌های دهان یا گاهی آبشش. هنگامی که زره پاهای جلویی این پاها را به سلاح‌های قیچی‌مانندی تبدیل کرده‌باشد، به آن «چَنگ» (نمونه: خرچنگ) می‌گویند.

## رشد
سخت‌پوستان تخم می‌گذارند. بسته به گونه، تخم‌ها معمولاً روی بدن حمل می‌شوند، به یک تکه‌سنگ متصل می‌شوند یا گاهی مستقیماً در آب رها می‌شوند. مراحل لاروی سخت‌پوستان با مراحل حشرات یا عنکبوت‌ها متفاوت است. اولین لارو (لارو ناپلیوس) سخت‌پوستان اغلب شناگری آزاد و بسیار کوچک است و در بسیاری از گونه‌ها در ابتدا به زئوپلانکتون‌ها تعلق دارد. مرحله لارو معمولاً خود چندین فاز دارد، گاهی چهار فاز که در هر یک از فازها لارو همواره شکل دیگری به خود می‌گیرد. اکثر گونه‌ها لاروهایی با خارهای عجیب یا چشمان بسیار بزرگ دارند و هیچ شباهتی به جانداری ندارند که سپس از مرحله لاروی به‌در می‌آیند.
با این حال، این جانداران پَساکرمینه‌ای (تازه از شکل لارو درآمده) هنوز نمونه‌های بالغی از نظر جنسی نیستند. این جانداران در این مرحله شباهت زیادی به والدین دارند، اما هنوز باید قبل از اینکه بالغ شوند و بتوانند تولید مثل کنند، چند بار پوسته بیندازند. در مورد میگوهای کیسه‌دار به جاندار در مرحله پس از لاوری، اصطلاحاً مانکا (Manca) گفته می‌شود.
سخت‌پوستان تقریباً همه در دریا زندگی می‌کنند، اما گونه‌هایی از گروه‌های مختلف را می‌توان در آب‌های شیرین یا خشکی نیز یافت. در خشکی، این حشرات هستند که «جای» سخت‌پوستان را در طبیعت گرفته‌اند. خرچنگ‌های گوشه‌گیر و جورپایان از گونه‌های سخت‌پوست ساکن در خشکی هستند. بسیاری از انواع خرچنگ‌ها می‌توانند برای مدتی در خشکی زنده بمانند، اما در هوای خشک برای مدت طولانی زنده نمی‌مانند زیرا سخت‌پوستان با آبشش نفس می‌کشند. این امر، برخلاف حشرات که سامانه‌ای از نای‌ها دارند، سخت‌پوستان را نسبت به خشک شدن آسیب‌پذیر می‌سازد.

## تغذیه
بیشتر سخت‌پوستان بزرگتر تمایل به لاشه‌خواری دارند. آنها کف دریا را در جستجوی مواد آلی مرده یا در حال پوسیدگی جست‌وجو می‌کنند. حیوانات نرم‌تری مانند کرم نیز اغلب توسط آن‌ها خورده می‌شوند. برخی سخت‌پوستان با چنگال‌هایشان پوسته صدفهایی را شکسته و آن‌ها را می‌خورند. زره‌های سنگین با چنگال‌های اغلب بزرگ، برخی از گونه‌ها را تبدیل به دشمنان مهیبی برای سخت‌پوستان کرده است. سخت‌پوستان کوچکتر مانند میگوها، میگوهای کلاه‌دار، دوجورپایان و میگوهای صاریغی معمولاً از پلانکتون‌ها، جلبک‌ها و مواد در حال پوسیدگی تغذیه می‌کنند، اما گونه‌هایی نیز وجود دارند که به‌طور جزئی یا کامل طعمه‌های کوچک را شکار می‌کنند.

## سخت‌پوستان به عنوان غذا
سخت‌پوستان منبع غذایی ضروری برای بسیاری از حیوانات دیگر هستند. تعدادی از گونه‌های ماهی، لاک‌پشت‌ها، پرندگان، سمندرها و پستانداران دریایی مانند نهنگ، بدون وجود سخت‌پوستان وجود نداشتند. نمونه آن سمندر آذرین است که در مرحله لاروی خود به سخت‌پوستان وابسته است. گیلانشاه بزرگ، تلیله حنایی و فلامینگو نمونه‌هایی از پرندگانی هستند که خوراک‌شان از تعداد فراوانی سخت‌پوست تشکیل شده است.
انسان‌ها نیز به صورت تجاری در مقیاس وسیع انواع سخت‌پوستان را صید کرده و می‌خورند. آبزی‌پروری سخت‌پوستان نیز رواج دارد. انسان در سال ۲۰۰۷ نزدیک به ۱۰٬۷۰۰٬۰۰۰ تن جاندار سخت‌پوست تولید کرد. اکثریت قریب به اتفاق این محصولات از سخت‌پوستان ده‌پا هستند، یعنی خرچنگ، شاه‌میگو، خارچنگ و دارآبشش‌داران. بیش از ۶۰ درصد وزن سخت‌پوستان صید شده برای مصرف مربوط به میگوهای آب شور و میگوهای آب شیرین است و نزدیک به ۸۰ درصد آن در آسیا تولید می‌شود و چین به تنهایی نزدیک به نیمی از کل این حجم در جهان را تولید می‌کند. سخت‌پوستان غیر ده‌پا به‌طور گسترده مصرف نمی‌شوند، و تنها ۱۱۸۰۰۰ تن کریل در جهان صید می‌شود، در حالی که کریل یکی از بزرگ‌ترین زیست‌توده‌های روی کره زمین را دارد.

## دسته‌بندی
| نام رده         | نام علمی      | راسته‌ها                                                                       | نگاره                                 |
| --------------- | ------------- | ----------------------------------------------------------------------------- | ------------------------------------- |
| صدفیان          | Ostracoda     | ماهیچه‌پاروسانان میگوهای پایک‌دار Platycopida پاپاروسانان                       | Cylindroleberididae (ماهیچه‌پاروسانان) |
| میگوهای سبیل‌دار | Mystacocarida | Ctenocheilocaris Derocheilocaris                                              |                                       |
| کرم‌های زبانه‌ای  | Pentastomida  | Cephalobaenida Porocephalida Raillietiellida Reighardiida                     | Armillifer armillatus (Porocephalida) |
| آبشش‌دمان        | Branchiura    | شپش ماهی Chonopeltis Dipteropeltis Dolops                                     | Argulus ambystoma (شپش ماهی)          |
| صدفی‌های ریش‌ریش  | Thecostraca   | Facetotecta Ascothoracida کشتی‌چسب                                             | Perforatus perforatus (کشتی‌چسب)       |
| پاروپایان       | Copepoda      | Calanoida Canuelloida Cyclopoida Gelyelloida کوتاه‌شاخک‌سانان Misophrioida etc. | Cylindroleberididae (Calanoida)       |
| نرم‌زرهیان       | Malacostraca  | میگوی آخوندکی ده‌پایان کریل جورپایان میگوهای کلاه‌دار دوجورپایان etc.           | خرچنگ مرموز شاخ‌چشمی (ده‌پایانa)        |
| خرچنگان         | Cephalocarida | خرچنگان                                                                       | Hutchinsoniella macracantha           |
| آبشش‌پایان       | Branchiopoda  | پری‌میگو سپرمیگو Laevicaudata Spinicaudata                                     | Lepidurus arcticus (سپرمیگو)          |
| گوش‌پایان        | Remipedia     | گوش‌پایان                                                                      | Speleonectes tanumekes                |
| شِش‌پایان         | Hexapoda      | دم‌فنری سنجاقک‌سانان راست‌بالان قاب‌بالان بال‌توری‌سانان پرده‌بالان etc.             | Mantispa styriaca (بال‌توری‌سانان)      |

نمودار زیر پیوندهای خویشاوندی سخت‌پوستان را نشان می‌دهد.

|               | میگوهای سبیل‌دار                                             |
|               |                                                             |
| Ichthyostraca | \| \| آبشش‌دمان \| \| \| \| \| \| کرم‌های زبانه‌ای \| \| \| \| |
|               | \| \| آبشش‌دمان \| \| \| \| \| \| کرم‌های زبانه‌ای \| \| \| \| |
|               | آبشش‌دمان                                                    |
|               |                                                             |
|               | کرم‌های زبانه‌ای                                              |
|               |                                                             |

|  | آبشش‌دمان       |
|  |                |
|  | کرم‌های زبانه‌ای |
|  |                |

|               | میگوهای سبیل‌دار                                             |
|               |                                                             |
| Ichthyostraca | \| \| آبشش‌دمان \| \| \| \| \| \| کرم‌های زبانه‌ای \| \| \| \| |
|               | \| \| آبشش‌دمان \| \| \| \| \| \| کرم‌های زبانه‌ای \| \| \| \| |
|               | آبشش‌دمان                                                    |
|               |                                                             |
|               | کرم‌های زبانه‌ای                                              |
|               |                                                             |

|  | آبشش‌دمان       |
|  |                |
|  | کرم‌های زبانه‌ای |
|  |                |

|  | پاروپایان                                                     |
|  |                                                               |
|  | \| \| Tantulocarida \| \| \| \| \| \| Thecostraca \| \| \| \| |
|  |                                                               |
|  | Tantulocarida                                                 |
|  |                                                               |
|  | Thecostraca                                                   |
|  |                                                               |

|  | Tantulocarida |
|  |               |
|  | Thecostraca   |
|  |               |

|  | پاروپایان                                                     |
|  |                                                               |
|  | \| \| Tantulocarida \| \| \| \| \| \| Thecostraca \| \| \| \| |
|  |                                                               |
|  | Tantulocarida                                                 |
|  |                                                               |
|  | Thecostraca                                                   |
|  |                                                               |

|  | Tantulocarida |
|  |               |
|  | Thecostraca   |
|  |               |

|             | آبشش‌پایان                                            |
|             |                                                      |
| Labiocarida | \| \| گوش‌پایان \| \| \| \| \| \| شش‌پایان \| \| \| \| |
|             | \| \| گوش‌پایان \| \| \| \| \| \| شش‌پایان \| \| \| \| |
|             | گوش‌پایان                                             |
|             |                                                      |
|             | شش‌پایان                                              |
|             |                                                      |

|  | گوش‌پایان |
|  |          |
|  | شش‌پایان  |
|  |          |

|             | آبشش‌پایان                                            |
|             |                                                      |
| Labiocarida | \| \| گوش‌پایان \| \| \| \| \| \| شش‌پایان \| \| \| \| |
|             | \| \| گوش‌پایان \| \| \| \| \| \| شش‌پایان \| \| \| \| |
|             | گوش‌پایان                                             |
|             |                                                      |
|             | شش‌پایان                                              |
|             |                                                      |

|  | گوش‌پایان |
|  |          |
|  | شش‌پایان  |
|  |          |

|  | پاروپایان                                                     |
|  |                                                               |
|  | \| \| Tantulocarida \| \| \| \| \| \| Thecostraca \| \| \| \| |
|  |                                                               |
|  | Tantulocarida                                                 |
|  |                                                               |
|  | Thecostraca                                                   |
|  |                                                               |

|  | Tantulocarida |
|  |               |
|  | Thecostraca   |
|  |               |

|  | پاروپایان                                                     |
|  |                                                               |
|  | \| \| Tantulocarida \| \| \| \| \| \| Thecostraca \| \| \| \| |
|  |                                                               |
|  | Tantulocarida                                                 |
|  |                                                               |
|  | Thecostraca                                                   |
|  |                                                               |

|  | Tantulocarida |
|  |               |
|  | Thecostraca   |
|  |               |

|             | آبشش‌پایان                                            |
|             |                                                      |
| Labiocarida | \| \| گوش‌پایان \| \| \| \| \| \| شش‌پایان \| \| \| \| |
|             | \| \| گوش‌پایان \| \| \| \| \| \| شش‌پایان \| \| \| \| |
|             | گوش‌پایان                                             |
|             |                                                      |
|             | شش‌پایان                                              |
|             |                                                      |

|  | گوش‌پایان |
|  |          |
|  | شش‌پایان  |
|  |          |

|             | آبشش‌پایان                                            |
|             |                                                      |
| Labiocarida | \| \| گوش‌پایان \| \| \| \| \| \| شش‌پایان \| \| \| \| |
|             | \| \| گوش‌پایان \| \| \| \| \| \| شش‌پایان \| \| \| \| |
|             | گوش‌پایان                                             |
|             |                                                      |
|             | شش‌پایان                                              |
|             |                                                      |

|  | گوش‌پایان |
|  |          |
|  | شش‌پایان  |
|  |          |

|               | میگوهای سبیل‌دار                                             |
|               |                                                             |
| Ichthyostraca | \| \| آبشش‌دمان \| \| \| \| \| \| کرم‌های زبانه‌ای \| \| \| \| |
|               | \| \| آبشش‌دمان \| \| \| \| \| \| کرم‌های زبانه‌ای \| \| \| \| |
|               | آبشش‌دمان                                                    |
|               |                                                             |
|               | کرم‌های زبانه‌ای                                              |
|               |                                                             |

|  | آبشش‌دمان       |
|  |                |
|  | کرم‌های زبانه‌ای |
|  |                |

|               | میگوهای سبیل‌دار                                             |
|               |                                                             |
| Ichthyostraca | \| \| آبشش‌دمان \| \| \| \| \| \| کرم‌های زبانه‌ای \| \| \| \| |
|               | \| \| آبشش‌دمان \| \| \| \| \| \| کرم‌های زبانه‌ای \| \| \| \| |
|               | آبشش‌دمان                                                    |
|               |                                                             |
|               | کرم‌های زبانه‌ای                                              |
|               |                                                             |

|  | آبشش‌دمان       |
|  |                |
|  | کرم‌های زبانه‌ای |
|  |                |

|  | پاروپایان                                                     |
|  |                                                               |
|  | \| \| Tantulocarida \| \| \| \| \| \| Thecostraca \| \| \| \| |
|  |                                                               |
|  | Tantulocarida                                                 |
|  |                                                               |
|  | Thecostraca                                                   |
|  |                                                               |

|  | Tantulocarida |
|  |               |
|  | Thecostraca   |
|  |               |

|  | پاروپایان                                                     |
|  |                                                               |
|  | \| \| Tantulocarida \| \| \| \| \| \| Thecostraca \| \| \| \| |
|  |                                                               |
|  | Tantulocarida                                                 |
|  |                                                               |
|  | Thecostraca                                                   |
|  |                                                               |

|  | Tantulocarida |
|  |               |
|  | Thecostraca   |
|  |               |

|             | آبشش‌پایان                                            |
|             |                                                      |
| Labiocarida | \| \| گوش‌پایان \| \| \| \| \| \| شش‌پایان \| \| \| \| |
|             | \| \| گوش‌پایان \| \| \| \| \| \| شش‌پایان \| \| \| \| |
|             | گوش‌پایان                                             |
|             |                                                      |
|             | شش‌پایان                                              |
|             |                                                      |

|  | گوش‌پایان |
|  |          |
|  | شش‌پایان  |
|  |          |

|             | آبشش‌پایان                                            |
|             |                                                      |
| Labiocarida | \| \| گوش‌پایان \| \| \| \| \| \| شش‌پایان \| \| \| \| |
|             | \| \| گوش‌پایان \| \| \| \| \| \| شش‌پایان \| \| \| \| |
|             | گوش‌پایان                                             |
|             |                                                      |
|             | شش‌پایان                                              |
|             |                                                      |

|  | گوش‌پایان |
|  |          |
|  | شش‌پایان  |
|  |          |

|  | پاروپایان                                                     |
|  |                                                               |
|  | \| \| Tantulocarida \| \| \| \| \| \| Thecostraca \| \| \| \| |
|  |                                                               |
|  | Tantulocarida                                                 |
|  |                                                               |
|  | Thecostraca                                                   |
|  |                                                               |

|  | Tantulocarida |
|  |               |
|  | Thecostraca   |
|  |               |

|  | پاروپایان                                                     |
|  |                                                               |
|  | \| \| Tantulocarida \| \| \| \| \| \| Thecostraca \| \| \| \| |
|  |                                                               |
|  | Tantulocarida                                                 |
|  |                                                               |
|  | Thecostraca                                                   |
|  |                                                               |

|  | Tantulocarida |
|  |               |
|  | Thecostraca   |
|  |               |

|             | آبشش‌پایان                                            |
|             |                                                      |
| Labiocarida | \| \| گوش‌پایان \| \| \| \| \| \| شش‌پایان \| \| \| \| |
|             | \| \| گوش‌پایان \| \| \| \| \| \| شش‌پایان \| \| \| \| |
|             | گوش‌پایان                                             |
|             |                                                      |
|             | شش‌پایان                                              |
|             |                                                      |

|  | گوش‌پایان |
|  |          |
|  | شش‌پایان  |
|  |          |

|             | آبشش‌پایان                                            |
|             |                                                      |
| Labiocarida | \| \| گوش‌پایان \| \| \| \| \| \| شش‌پایان \| \| \| \| |
|             | \| \| گوش‌پایان \| \| \| \| \| \| شش‌پایان \| \| \| \| |
|             | گوش‌پایان                                             |
|             |                                                      |
|             | شش‌پایان                                              |
|             |                                                      |

|  | گوش‌پایان |
|  |          |
|  | شش‌پایان  |
|  |          |